# John Jacob Abel
John Jacob Abel (Cleveland, 19 de mayo de 1857 - Baltimore, 26 de mayo de 1938) fue un bioquímico y  farmacólogo estadounidense,  cuyas investigaciones supusieron importantes avances en el campo de la farmacología.
Se graduó en la Universidad de Míchigan en 1883 como experto en farmacología y como médico en la Universidad de Estrasburgo en 1888. Fue profesor de farmacología desde 1893 hasta 1932 y director del laboratorio de investigación endocrina a partir de 1932 en la Universidad Johns Hopkins.
Es reconocido por haber aislado la epinefrina (adrenalina) en 1898 y después la insulina en forma cristalina. Otra de sus contribuciones fue la separación de aminoácidos a partir de la sangre.
Fue también fundador (1909) y editor (1909–1932) del Journal of Pharmacology and Experimental Therapeutics.
Desde 1909 hasta 1932 fue editor de la Revista de Farmacología y Terapéutica Experimental, y a partir de 1932 dirigió el Laboratorio de Investigaciones Endocrinas.

## Algunas publicaciones
- Ueber den blutdruckerregenden Bestandteil der Nebenniere, das Epinephrin. En: Zeitschrift für physiologische Chemie 28, 1899: 318–362

- Some recent advances in our knowledge of the ductless gland. En: Bull. of the Johns Hopkins Hospital 38, 1926: 1–32